# アロー (企業)
アロー株式会社（英語表記：Arrow Co., Ltd）は、大阪市鶴見区放出東にあった産業機器メーカー。旧社名はアロー電子工業（アローでんしこうぎょう、英語表記：Arrow Electronicics. IND. Co., Ltd）。
回転灯、表示灯など、音、光、無線を利用した信号、表示器、警報機器を主力製品としている。
1962年、1923年に朝日電工所として創業したアロー株式会社から独立して設立された。当初はアロートライレンワークスと称していた。2008年、シュナイダーエレクトリック傘下に入る前の社長は川上良康であった。
- 2003年 - グループ内のアサヒ電機株式会社から産業機器部門の譲り受け、およびアサヒサイレン株式会社の合併により、新生アロー電子株式会社としてスタート。
- 2007年 - アロー株式会社とアサヒ電機が合併、株式会社oneA[3]に社名変更、アロー電子はアロー株式会社に社名変更する。アローグループはワンエーグループに改称。
- 2008年 - 2月、ワンエーグループはフランスのシュナイダーエレクトリック株式会社と業務提携。4月、資本提携によりアロー株式会社はシュナイダーエレクトリックの完全子会社になる。
- 2011年 - シュナイダーグループの株式会社デジタルと合併、同社シグナリング販売事業部となり、住之江区に移転。

## 主な商品
- 積層式表示灯
- 回転灯、表示灯
- 電子音警報器
- 音声合成報知器